# Пабло Контрерас
Пабло Контрерас (ісп. Pablo Contreras, нар. 11 вересня 1978, Сантьяго) — чилійський футболіст, що грав на позиції захисника.
Виступав, зокрема, за «Коло-Коло», «Монако» та ПАОК, а також національну збірну Чилі.

## Клубна кар'єра
У дорослому футболі дебютував 1996 року виступами за команду клубу «Коло-Коло», в якій провів три сезони, взявши участь у 37 матчах чемпіонату.
У 1999 році Пабло переїхав до Європи, перейшовши у французький «Монако», при цьому він мав італійський паспорт і не вважався легіонером у Євросоюзі, вигравши з командою чемпіонат та Суперкубок Франції. Однак незабаром з'ясувалося, що паспорт фальшивий і Контрерас був відданий в оренду аргентинському «Расингу» (Авельянеда).
У 2001 році Контрерас знову приїхав у Європу, перейшовши в іспанську «Сельту», за яку грав до 2007 року, провівши перші два сезони в оренді в клубах «Осасуна» та «Спортінг». За час виступів за «Сельту» Контрерас отримав, цього разу справжній паспорт громадянина Євросоюзу, ставши громадянином Іспанії.

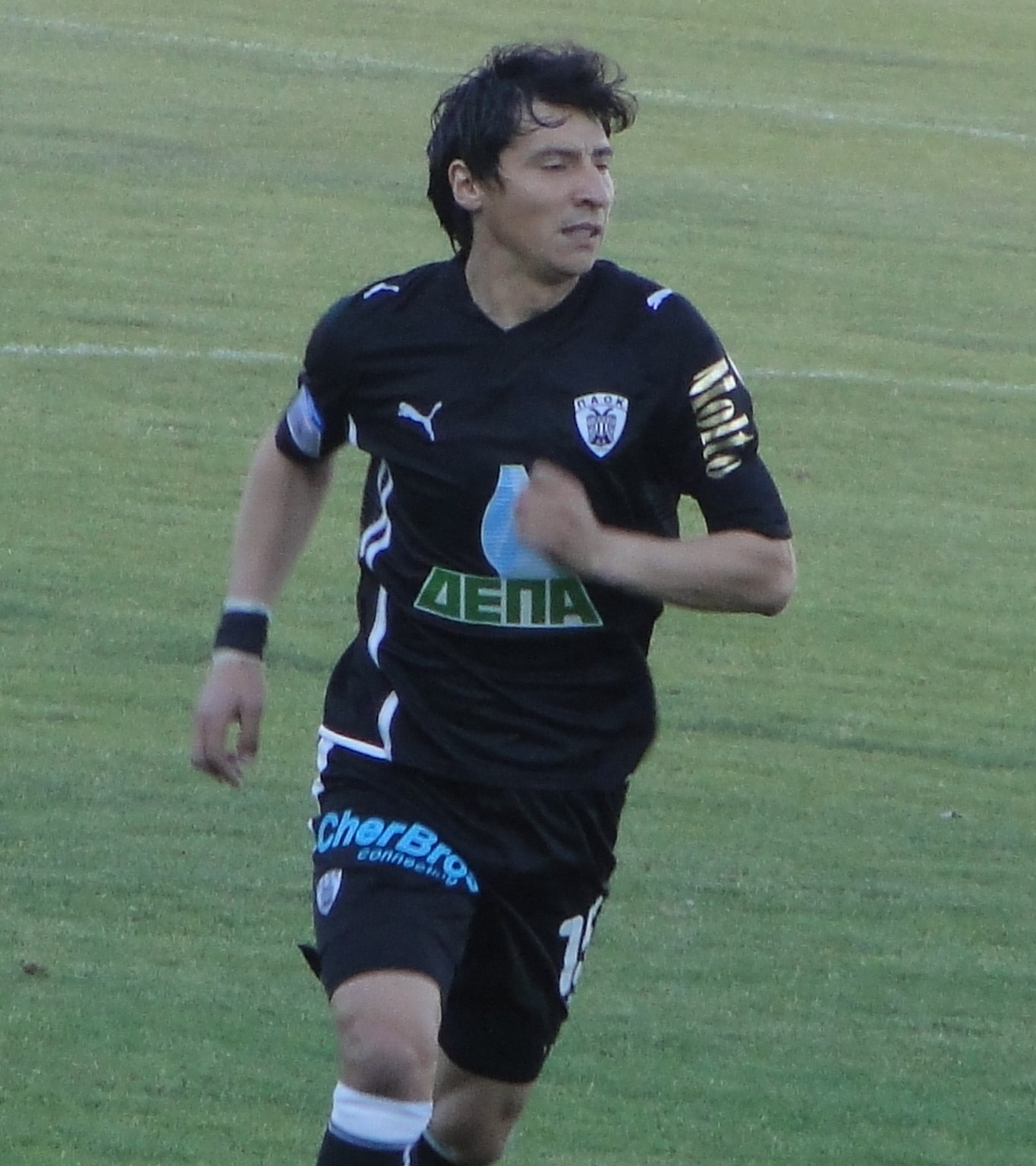
Пабло Контрерас під час виступів за ПАОК. 9 травня 2010 року.

З початку 2008 року Контрерас провів півсезону в португальській «Бразі», а з червня 2008 року Контрерас став виступати за грецький ПАОК. Відіграв за клуб із Салонік наступні чотири сезони своєї ігрової кар'єри. Більшість часу, проведеного у складі ПАОКа, був основним гравцем захисту команди.
У 2012 році Пабло недовго пограв за «Коло-Коло», після чого знову повернувся в Грецію, де підписав контракт з «Олімпіакосом», у складі якого виграв національний чемпіонат і кубок.
Завершив професійну ігрову кар'єру у австралійському клубі «Мельбурн Вікторі», за команду якого виступав протягом сезону 2013/14 років. Після закінчення сезону 2013/14 оголосив про завершення кар'єри футболіста.

## Виступи за збірні
2000 року захищав кольори олімпійської збірної Чилі на Олімпійських іграх 2000 року у Сіднеї.
17 лютого 1999 року дебютував в офіційних іграх у складі національної збірної Чилі в матчі проти збірної Гватемали. Влітку того ж року у складі збірної він був учасником розіграшу Кубка Америки 1999 року у Парагваї, де чилійці зайняли 4 місце.
Через вісім років під час свого другого розіграшу Кубка Америки 2007 року у Венесуелі разом з Рейнальдо Навією, Хорхе Вальдівією, Родріго Тельйо, Хорхе Варгасом і Альваро Орменьйо потрапив в неприємний інцидент. Співробітники готелю стверджували, що гравці команди святкували, знаходячись у стані алкогольного сп'яніння, кидали їжу, і знищували майно готелю після виходу збірної із групи. Наступну гру Чилі програло з рахунком 6:1 проти Бразилії. Після цього тренер збірної Нельсон Акоста пішов у відставку, а всі гравці, які брали участь в інциденті, були відсторонені на 20 ігор. Відбувши десять ігор, Контрерас, а також решта гравців, за винятком Орменьйо, підписали лист із вибаченнями за інцидент, і покарання було скасовано. 
В майбутньому Контрерас став важливим членом збірної під керівництвом Марсело Б'єльси  і допоміг Чилі кваліфікуватись на чемпіонат світу 2010 року у ПАР, вперше за останні 12 років. На турнірі Контрерас зіграв у двох матчах, а чилійці знову вийшли з групи, а потім розгромно поступились бразильцям, цього разу 0:3.
Наступним і останнім великим турніром для Контрераса став Кубок Америки 2011 року в Аргентині, на якому Пабло зіграв три матчі, а його збірна вилетіла у чвертьфіналі.
Всього протягом кар'єри у національній команді, яка тривала 14 років, провів у формі головної команди країни 67 матчів, забивши 2 голи.

## Титули і досягнення
- Чемпіон Чилі (2):

«Коло-Коло»: 1997 Клаусура, 1998
- Чемпіон Франції (1):

«Монако»: 1999-00
- Володар Суперкубка Франції (1):

«Монако»: 2000
- Володар Суперкубка Португалії (1):

«Спортінг»: 2002
- Чемпіон Греції (1):

«Олімпіакос»: 2012-13
- Володар Кубка Греції (1):

«Олімпіакос»: 2012-13
- Бронзовий олімпійський призер: 2000